# Bartosz Głowacki
Bartosz Głowacki est un accordéoniste classique polonais.

## Biographie
Il commence sa formation musicale dans son pays natal puis intègre la Royal Academy of Music où il étudie avec Owen Murray (en). Il est 3ème à la finale du Concours Eurovision des jeunes musiciens 2010,.

## Discographie
Bartosz Glowacki interprète notamment les compositions de Domenico Scarlatti, Arvo Pärt, Václav Trojan (en), Petri Makkonen, Viatcheslav Semionov, Astor Piazzolla et Viktor Vlassov, en concerts et/ou en enregistrements.